# Tour de France 1977
Il Tour de France 1977, sessantaquattresima edizione della corsa, si svolse in ventidue tappe precedute da un prologo iniziale, tra il 30 giugno e il 24 luglio 1977, per un percorso totale di 4 092,9 km. 
Fu vinto per la seconda ed ultima volta dal passista-scalatore francese Bernard Thévenet (al terzo ed ultimo podio della carriera nella Grande Boucle dopo la piazza d'onore conseguita nel 1973 ed il trionfo del 1975). 
Si trattò della ventinovesima edizione della corsa a tappe francese vinta da un corridore di casa.
Thévenet terminò le proprie fatiche sui roventi asfakti della Francia in 115h38'30". 
In seconda posizione nella classifica generale si piazzò il finisseur olandese Hennie Kuiper (al primo podio nel Tour in qualità di secondo classificato). 
A classificarsi terzo nella graduatoria generale fu Lo scalatore belga Lucien Van Impe (per la quarta volta sul podio di Parigi dopo il trionfo nel 1976 e altri due terzi posti ottenuti nel 1971 e nel 1975).
Il distacco tra i primi due classificati fu di soli 48", all'epoca il secondo più piccolo margine vincente nella storia della corsa subito dopo i 38" tra Jan Janssen e Herman Van Springel nell'edizione 1968.

## Tappe
| Tappa  | Data      | Percorso                                       | km      | Vincitore di tappa        | Leader cl. generale |
| ------ | --------- | ---------------------------------------------- | ------- | ------------------------- | ------------------- |
| Prol.  | 30 giugno | Fleurance (cron. individuale)                  | 5       | Dietrich Thurau           | Dietrich Thurau     |
| 1ª     | 30 giugno | Fleurance > Auch                               | 237     | Pierre-Raymond Villemiane | Dietrich Thurau     |
| 2ª     | 1º luglio | Auch > Pau                                     | 253     | Dietrich Thurau           | Dietrich Thurau     |
| 3ª     | 2 luglio  | Oloron-Sainte-Marie > Vitoria (ESP)            | 248,2   | José Nazabal              | Dietrich Thurau     |
| 4ª     | 3 luglio  | Vitoria (ESP) > Seignosse-le-Penon             | 256     | Régis Delépine            | Dietrich Thurau     |
| 5ª-1ª  | 4 luglio  | Morcenx > Bordeaux                             | 138,5   | Jacques Esclassan         | Dietrich Thurau     |
| 5ª-2ª  | 4 luglio  | Bordeaux/Circuito del Lago (cron. individuale) | 30,2    | Dietrich Thurau           | Dietrich Thurau     |
| 6ª     | 5 luglio  | Bordeaux > Limoges                             | 225,5   | Jan Raas                  | Dietrich Thurau     |
| 7ª-1ª  | 6 luglio  | Jaunay-Clan > Angers                           | 139,5   | Patrick Sercu             | Dietrich Thurau     |
| 7ª-2ª  | 7 luglio  | Angers (cron. a squadre)                       | 4       | Fiat France               | Dietrich Thurau     |
| 8ª     | 8 luglio  | Angers > Lorient                               | 246,5   | Giacinto Santambrogio     | Dietrich Thurau     |
| 9ª     | 9 luglio  | Lorient > Rennes                               | 187     | Klaus-Peter Thaler        | Dietrich Thurau     |
|        | 10 luglio | giorno di riposo                               |         |                           |                     |
| 10ª    | 11 luglio | Bagnoles-de-l'Orne > Rouen                     | 174     | Fedor den Hertog          | Dietrich Thurau     |
| 11ª    | 12 luglio | Rouen > Roubaix                                | 242,5   | Jean-Pierre Danguillaume  | Dietrich Thurau     |
| 12ª    | 13 luglio | Roubaix > Charleroi (BEL)                      | 192,5   | Patrick Sercu             | Dietrich Thurau     |
| 13ª-1ª | 14 luglio | Friburgo in Brisgovia (FRG)                    | 46      | Patrick Sercu             | Dietrich Thurau     |
| 13ª-2ª | 14 luglio | Altkirch > Besançon                            | 159,5   | Jean-Pierre Danguillaume  | Dietrich Thurau     |
| 14ª    | 15 luglio | Besançon > Thonon-les-Bains                    | 230     | Bernard Quilfen           | Dietrich Thurau     |
|        | 16 luglio | giorno di riposo                               |         |                           |                     |
| 15ª-1ª | 17 luglio | Thonon-les-Bains > Morzine                     | 105     | Paul Wellens              | Dietrich Thurau     |
| 15ª-2ª | 17 luglio | Morzine > Avoriaz (cron. individuale)          | 14      | Lucien Van Impe           | Bernard Thévenet    |
| 16ª    | 18 luglio | Morzine > Chamonix                             | 121     | Dietrich Thurau           | Bernard Thévenet    |
| 17ª    | 19 luglio | Chamonix > Alpe d'Huez                         | 184,5   | Hennie Kuiper             | Bernard Thévenet    |
| 18ª    | 20 luglio | Voiron > Saint-Étienne                         | 199,5   | non assegnata             | Bernard Thévenet    |
| 19ª    | 21 luglio | Saint-Trivier-sur-Moignans > Digione           | 171,5   | Gerrie Knetemann          | Bernard Thévenet    |
| 20ª    | 22 luglio | Digione > Digione (cron. individuale)          | 50      | Bernard Thévenet          | Bernard Thévenet    |
| 21ª    | 23 luglio | Montereau > Versailles                         | 141,5   | Gerrie Knetemann          | Bernard Thévenet    |
| 22ª-1ª | 24 luglio | Parigi/Champs-Élysées (cron. individuale)      | 6       | Dietrich Thurau           | Bernard Thévenet    |
| 22ª-2ª | 24 luglio | Circuito di Parigi/Champs-Élysées              | 90,7    | Alain Meslet              | Bernard Thévenet    |
| Totale | Totale    | Totale                                         | 4 092,9 |                           |                     |

## Squadre partecipanti
| N.     | Cod. | Squadra                 |
| ------ | ---- | ----------------------- |
| 1-10   | LEJ  | Lejeune-BP              |
| 11-20  | MIK  | Miko-Mercier-Hutchinson |
| 21-30  | PEU  | Peugeot-Esso-Michelin   |
| 31-40  | KAS  | KAS-Campagnolo          |
| 41-50  | FRI  | Frisol-Gazelle-Thirion  |
| 51-60  | GIT  | Gitane-Campagnolo       |
| 61-70  | TEK  | Teka                    |
| 71-80  | FIA  | Fiat France             |
| 81-90  | RAL  | TI-Raleigh              |
| 91-100 | BIA  | Bianchi-Campagnolo      |

## Resoconto degli eventi
Al Tour de France 1977 parteciparono 100 corridori, dei quali 53 giunsero a Parigi. Le squadre partecipanti erano 4 francesi, 2 spagnole, 2 olandesi, 1 belga ed 1 italiana. 
La Grande Boucle 1977, partita il 30 giugno da Fleurance, nella regione del Midi-Pirenei, andò ad affrontare subito, nella prima settimana di corsa, i Pirenei; il paese venne percorso in senso orario, e le Alpi arrivarono solo negli ultimi dieci giorni. Si sconfinò in Spagna, Belgio e Germania Ovest. Il ventiduenne tedesco occidentale Dietrich Thurau, in forza alla TI-Raleigh nonché esordiente assoluto al Tour de France, si aggiudicò a sorpresa il cronoprologo iniziale di 5 chilometri; bissò il successo l'indomani nel tappone pirenaico tra Auch e Pau con i colli d'Aspin, del Tourmalet e d'Aubisque, e il 4 luglio fece sua pure la cronometro di Bordeaux, concludendola a 45,989 km/h di velocità media.
Complici anche le poche insidie di un percorso quasi completamente pianeggiante, Thurau mantenne la vetta della classifica per altre due settimane; dovette abdicare il 17 luglio, giorno della cronoscalata alpina di Morzine-Avoriaz, cedendo la maglia gialla a Thévenet per soli 11 secondi. Il giorno dopo vinse in volata a Chamonix, senza però guadagnare terreno sui rivali, mentre l'indomani, nel tappone alpino con il Colle della Madeleine e arrivo sull'Alpe d'Huez, accusò un pesante distacco – 12'32" da Hennie Kuiper vincitore di giornata, 11'51" da Thévenet – scivolando al sesto posto della graduatoria generale.
Le ultime sei tappe, e nella fattispecie le due prove a cronometro di Digione e di Parigi (quest'ultima vinta da Thurau, che portò a cinque il bottino di successi divenendo quindi il corridore più vincente nelle singole frazioni di questa edizione del Tour), non arrecarono grandi cambiamenti all'ordine di classifica: Thévenet giunse in giallo a Parigi, incrementando da 8 a 48 secondi il proprio vantaggio su Kuiper, Lucien Van Impe consolidò il suo terzo posto, Francisco Galdós il quarto, mentre Joop Zoetemelk, trovato positivo all'antidoping dopo la cronoscalata di Avoriaz (che aveva vinto), venne penalizzato di dieci minuti scendendo dal quinto all'ottavo posto; un Eddy Merckx malato, poi, chiuse sesto l'ultimo Tour de France della sua carriera. La maglia verde della classifica a punti fu appannaggio di Jacques Esclassan, quella a pois (per gli scalatori) andò per la quarta volta a Van Impe. Degna di nota infine, durante la quattordicesima tappa, l'azione del francese Bernard Quilfen, vincitore a Thonon-les-Bains dopo una fuga di ben 222 chilometri.
Sul totale di ventotto frazioni corse (considerando come unità anche il cronoprologo e le varie semitappe), Thèvenet indossò la maglia gialla al termine delle ultime nove frazioni. Nelle precedenti diciannove frazioni l'aveva sempre indossata il tedesco Dietrich Thurau (alla fine quinto nella classifica generale).

## Classifiche finali

### Classifica generale - Maglia gialla
| Pos. | Corridore        | Squadra     | Tempo      |
| ---- | ---------------- | ----------- | ---------- |
| 1    | Bernard Thévenet | Peugeot     | 115h38'30" |
| 2    | Hennie Kuiper    | TI-Raleigh  | a 48"      |
| 3    | Lucien Van Impe  | Lejeune     | a 3'32"    |
| 4    | Francisco Galdós | KAS         | a 7'45"    |
| 5    | Dietrich Thurau  | TI-Raleigh  | a 12'24"   |
| 6    | Eddy Merckx      | Fiat France | a 12'38"   |
| 7    | Michel Laurent   | Peugeot     | a 17'42"   |
| 8    | Joop Zoetemelk   | Miko        | a 19'22"   |
| 9    | Raymond Delisle  | Miko        | a 21'32"   |
| 10   | Alain Meslet     | Gitane      | a 27'31"   |

### Classifica a punti - Maglia verde
| Pos. | Corridore             | Squadra     | Punti |
| ---- | --------------------- | ----------- | ----- |
| 1    | Jacques Esclassan     | Peugeot     | 236   |
| 2    | Giacinto Santambrogio | Bianchi     | 140   |
| 3    | Dietrich Thurau       | TI-Raleigh  | 137   |
| 4    | P.-Raymond Villemiane | Gitane      | 128   |
| 5    | Eddy Merckx           | Fiat France | 93    |

### Classifica scalatori - Maglia a pois
| Pos. | Corridore        | Squadra    | Punti |
| ---- | ---------------- | ---------- | ----- |
| 1    | Lucien Van Impe  | Lejeune    | 244   |
| 2    | Hennie Kuiper    | TI-Raleigh | 174   |
| 3    | Pedro Torres     | Teka       | 143   |
| 4    | Bernard Thévenet | Peugeot    | 114   |
| 5    | Joop Zoetemelk   | Miko       | 80    |

### Classifica giovani - Maglia bianca
| Pos. | Corridore             | Squadra    | Tempo      |
| ---- | --------------------- | ---------- | ---------- |
| 1    | Dietrich Thurau       | TI-Raleigh | 115h50'54" |
| 2    | Alain Meslet          | Gitane     | a 15'07"   |
| 3    | P.-Raymond Villemiane | Gitane     | a 24'18"   |
| 4    | Enrique Martínez H.   | KAS        | a 35'06"   |
| 5    | Henk Lubberding       | TI-Raleigh | a 49'49"   |

### Classifica sprint
| Pos. | Corridore             | Squadra    | Punti |
| ---- | --------------------- | ---------- | ----- |
| 1    | P.-Raymond Villemiane | Gitane     | 73    |
| 2    | Giacinto Santambrogio | Bianchi    | 49    |
| 3    | Jacques Esclassan     | Peugeot    | 32    |
| 4    | Jean-P. Danguillaume  | Peugeot    | 16    |
| 5    | Roland Berland        | Gitane     | 9     |
| 5    | Gerrie Knetemann      | TI-Raleigh | 9     |

### Classifica a squadre
| Pos. | Squadra                 | Tempo    |
| ---- | ----------------------- | -------- |
| 1    | TI-Raleigh              |          |
| 2    | Miko-Mercier-Hutchinson | a 13'15" |
| 3    | KAS-Campagnolo          | a 21'11" |
| 4    | Peugeot-Esso-Michelin   |          |
| 5    | Teka                    |          |

### Classifica a squadre a punti
| Pos. | Squadra                 | Punti |
| ---- | ----------------------- | ----- |
| 1    | Peugeot-Esso-Michelin   | 820   |
| 2    | TI-Raleigh              | 909   |
| 3    | Miko-Mercier-Hutchinson | 1319  |
| 4    | Gitane-Campagnolo       | 1348  |
| 5    | Teka                    | 1622  |